# Putain de camion (singolo)
Putain de camion (Camion di merda, si potrebbe dire in italiano) è una canzone francese scritta da Renaud qualche giorno dopo la morte dell'amico Coluche,  a causa di un incidente stradale, il 19 giugno 1986, e pubblicata nel 1988.
Coluche fu il padrino di Lolita Séchan, figlia di Renaud.

## Contenuto
La canzone, originariamente un singolo, dà il titolo all'intero album e ha il titolo piuttosto forte, riferito al camion contro il quale Coluche si scontrò con la sua motocicletta, trovando la morte.